# Hipótesis de la perturbación intermedia
La hipótesis de la perturbación intermedia (en inglés intermediate disturbance hypothesis (IDH)) fue descrita por primera vez por Connell en 1978 como parte de un trabajo sobre bosques tropicales y arrecifes de coral, tomando como base mecanismos que permite el mantenimiento de la diversidad en los citados ecosistemas.
Estudios más recientes sugieren que las consecuencias de este mecanismo puede ser mucho más amplias y de mayor alcance de lo que se pensaba y con importantes efectos para la biodiversidad de los ecosistemas.
Roxburgh y colaboradores demostraron en el 2004 que las perturbaciones intermedias articulan diferentes mecanismos que pueden permitir la coexistencia de muchas especies, más de las que existirían en ausencia de estas perturbaciones. Estos mecanismos pueden ser fenómenos como dispersión, recolonización y competencia, que pueden resultar en un incremento de la diversidad.
Simplificando, esta hipótesis sostiene que en ecosistemas maduros la presencia de perturbaciones intermedias permite mantener niveles de riqueza de especies y de biodiversidad mayores a los que habría en ausencia de dichas perturbaciones. En ausencia de perturbaciones solo sería posible encontrar especies especialistas, en tanto que perturbaciones pequeñas no tendrían efecto alguno sobre la biodiversidad y perturbaciones grandes una disminución de la misma debido a la drástica destrucción del hábitat.
Algunos ejemplos que apoyan la hipótesis de la perturbación intermedia son:
- La participación del fuego como elemento recurrente y necesario en ecosistemas mediterráneos, destruyendo gran parte de la vegetación y dando paso a un proceso de recolonización y sucesión ecológica.
- Los procesos de aclareo del bosque que tribus nómadas llevan a cabo en la Selva del Amazonas para asentarse y cultivar el terreno por un tiempo para luego abandonarlo permitiendo su regeneración mudándose a otro lugar.